# Nationalfeiertag (Österreich)

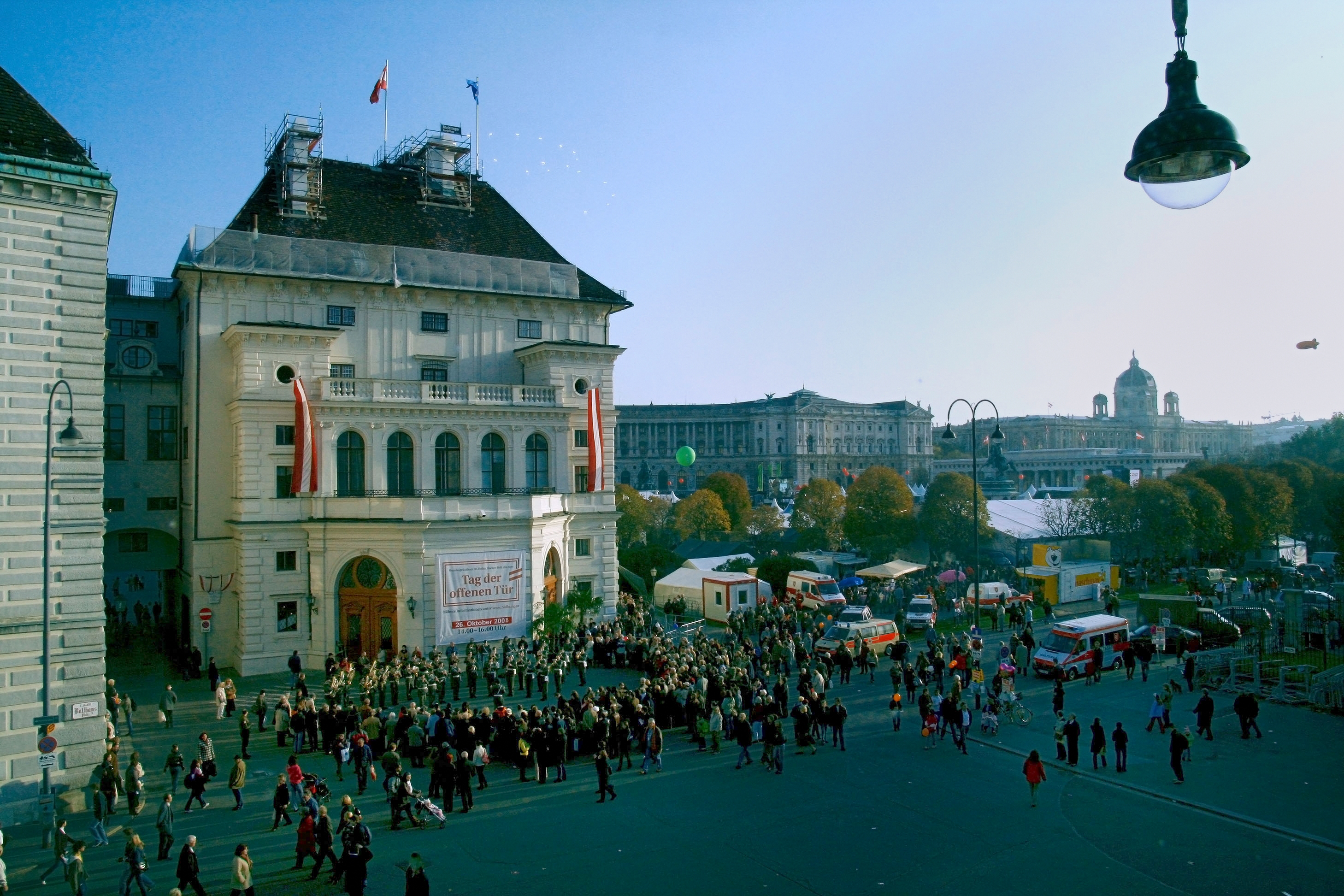
Nationalfeiertag 2008: Tag der offenen Tür in den Amtsräumen des Bundespräsidenten; Leistungsschau des Bundesheeres am Heldenplatz

Der österreichische Nationalfeiertag wird seit 1965 jährlich am 26. Oktober begangen, dem Tag, an dem der Nationalrat 1955 das Gesetz zur österreichischen Neutralität beschloss. Dieser Gedenktag löste den vormaligen Tag der Fahne als Nationalfeiertag ab. 1967 wurde er den übrigen gesetzlichen Feiertagen in Österreich gleichgestellt und ist seither arbeitsfrei.
Der Nationalfeiertag ist nicht zu verwechseln mit dem österreichischen Staatsfeiertag am 1. Mai.

## Geschichte

### Vor 1935
Der erste Nationalfeiertag der Republik Österreich wurde am 12. November 1919 gefeiert, dem ersten Jahrestag der Ausrufung der Ersten Republik nach dem Ersten Weltkrieg. Der zehnte Jahrestag am 12. November 1928 wurde von Regierung und Parlament in größerem Rahmen gefeiert. Noch aufsehenerregender waren die Feierlichkeiten des Roten Wiens mit Massenaufmarsch am Ring und Enthüllung des Republikdenkmals. Letztmals wurde dieser Staatsfeiertag 1933 begangen, aufgrund der autoritären Maßnahmen der Dollfuß-Regierung jedoch ohne öffentliche Feier.
Während der Ständestaatsdiktatur war ab 1934 der bereits seit 1919 bestehende allgemeine Ruhe- und Festtag am 1. Mai als Gedenktag an die Proklamation der Verfassung 1934 (Maiverfassung) erklärt.
Mit 1938 bis zum Ende der Besatzungszeit im Jahr 1955 gab es in Österreich keinen Nationalfeiertag.
Der 1. Mai wurde jedoch auch während der Zeit des Nationalsozialismus von 1938 bis 1945 staatlich gefeiert, da die Nationalsozialisten den aus der Arbeiterbewegung stammenden 1. Mai als Kampftag (Tag der Arbeit) zum Tag der nationalen Arbeit uminterpretiert und – wie schon die Ständestaatsdiktatur in den Jahren zuvor – vereinnahmt hatten.
Die Bezeichnung Staatsfeiertag wurde in der Zweiten Republik nach Bundesgesetzblatt BGBl. Nr. 173/1949 vom 20. August 1949 als amtliche Bezeichnung für den seit 1919 staatlich verordneten Feiertag am 1. Mai festgelegt. Aufgrund der Ähnlichkeiten und Gemeinsamkeiten des Staatsfeiertags mit dem Nationalfeiertag (von Regierungsseite festgelegt, Anlass mit Symbolcharakter, mehr oder weniger historischen Datums, das gesamte Staatsvolk betreffend, arbeitsfrei, Motiv des Nationalfeiertags geht von der Unterzeichnung des Staatsvertrages aus, Ähnlichkeiten von Staat(svolk) und Nation) wurde und wird im Alltag gelegentlich der heutige Nationalfeiertag synonym als „Staatsfeiertag“ bezeichnet oder mit diesem verwechselt.

### 1955: Staatsvertrags- und Befreiungsjahr

#### 22. Oktober: „Tag der Freiheit“
Am 15. Mai 1955 war der Staatsvertrag unterzeichnet worden, der Österreichs staatliche Souveränität wiederherstellte. Dieser Vertrag musste von allen Signatarstaaten (Frankreich, Großbritannien, Sowjetunion und Vereinigte Staaten) ratifiziert werden; die letzte Ratifizierungsurkunde wurde von Frankreich am 27. Juli 1955 im sowjetischen Außenministerium in Moskau, dem Aufbewahrungsort des Originals des Österreichischen Staatsvertrages, hinterlegt. Damit begann die vertraglich vereinbarte Frist von 90 Tagen, in der die Besatzungstruppen Österreich zu verlassen hatten. Der 25. Oktober 1955 war der letzte Tag dieser 90-Tage-Frist. Der 26. Oktober 1955 war demnach der erste Tag, an dem laut Zusicherung im Staatsvertrag keine fremden Truppen mehr auf österreichischem Hoheitsgebiet stehen durften. An diesem Tag beschloss der österreichische Nationalrat in Form eines Verfassungsgesetzes ab 5. November 1955 die immerwährende Neutralität.
Nach mehr als elf Jahren Schließung und Behebung der Kriegsschäden wurde das Burgtheater am 14. Oktober 1955 wieder in Betrieb genommen. In der Annahme, „daß die letzten fremden Soldaten Wien und Österreich [zeitgerecht] verlassen haben [werden]“, rief am 20. Oktober der Wiener Bürgermeister Franz Jonas über die Medien zu einem „Tag der Freiheit“ auf, mit dem der „Tag der endgültigen Befreiung“ in der Bundeshauptstadt gefeiert werden soll. Die Wiener Bevölkerung wurde darin ersucht, „jedes Haus und jedes Fenster in der Zeit vom [Samstag] 22. Oktober bis einschließlich [Dienstag] 25. Oktober zu beflaggen“. Der Samstagabend war begleitet von einem Konzert am Rathausplatz, Feuerwerk am Heldenplatz und festlicher Beleuchtung von Rathaus und Hochstrahlbrunnen am Schwarzenbergplatz sowie sonstiger symbolträchtiger Gebäude. An neun weiteren Plätzen in der Stadt wurden Platzkonzerte gegeben, die alle mit dem Donauwalzer beendet wurden.
Zu Beginn der Sitzung des Wiener Landtags am 21. Oktober würdigte Landtagspräsident Bruno Marek in einer Ansprache die Bedeutung dieses kommenden „Freiheitstages“: „Keinen schöneren Tag als den heutigen kannte seit vielen Jahrzehnten unser Österreich, unser Wien. Denn nach Abzug aller Besatzungstruppen gibt der Ablauf dieses Tages unserem Lande die ihm seit siebzehn Jahren durch Gewalt vorenthaltene volle Souveränität wieder. […] Österreich ist frei! …“
Amtlich wurde im selben Artikel wie der Bürgermeisteraufruf bekanntgegeben: „Aus Anlaß des Tages der Vereinten Nationen werden die Bundesgebäude im gesamten Bundesgebiet am Montag, 24. Oktober, in den Staatsfarben beflaggt. Auch am Dienstag, 25. Oktober, bleiben diese Gebäude aus Anlaß der Erlangung der vollen Souveränität Österreichs beflaggt.“ An diesem Tag fanden dann auch in den Landeshauptstädten die „offiziellen Befreiungsfeiern“ statt.
Am 23. Oktober wurde vom „großartigen Verlauf der Befreiungsfeier“ berichtet.

#### 25. Oktober: „Tag der Fahne“
Die Initiative dazu, die Wiedererlangung der Souveränität Österreichs fortan auch in den Schulen feierlich zu begehen, kam von Unterrichtsminister Heinrich Drimmel (ÖVP). Mit ministeriellem Erlass vom 1. Oktober 1955 forderte er die Lehrerschaft dazu auf, den Schülern die Bedeutung des 25. Oktober, des Tages des endgültigen Abzugs der Alliierten gemäß der vorgesehenen 90-Tage-Frist, als Unabhängigkeitstag zu vermitteln, und ordnete für diesen Tag der Fahne das feierliche Hissen der österreichischen Flagge an.
Gemeinsam mit dem Wiener Stadtschulrat veranstaltete das Unterrichtsministerium an diesem Tag der Fahne im Großen Saal des Konzerthauses eine Feier der Wiener Schuljugend. Nach dem Einzug des Bundespräsidenten Theodor Körner und der Fahnen- und Ländergruppen wurde „die Fahne der Republik feierlich gehißt“. Anschließend hielten der Bundespräsident und Bundeskanzler Julius Raab ihre Ansprachen. Weiterhin als Festgäste anwesend waren Vizekanzler Adolf Schärf und weitere Regierungsmitglieder sowie der Präsident des Wiener Stadtschulrates, Leopold Zechner. Als „Festliche Besinnung“ erklang Beethovens Chor von der „Ehre Gottes in der Natur“, dem Rezitationen von „erlesenen Grillparzer-Versen“ folgten. „Abschließend sangen alle Festteilnehmer gemeinsam Österreichs Hymne: zum erstenmal in einem Land, auf dessen Freiheit nicht mehr die Spur eines Schattens fiel.“ Zeitgleich wurde die Feier vom Rundfunk im Raum Wien und Niederösterreich übertragen und konnte so auch in allen Schulen von Schülern und Lehrern im Unterricht gehört werden. Dem sollten in den Schulen eigene Feiern folgen.
In seiner Festansprache gab Bundeskanzler Raab bekannt, „daß der Tag der Flagge, obwohl er Werktag bleibt, nunmehr alljährlich festlich begangen werden soll. Er schloß mit der Forderung nach einem Österreich des Friedens, der Wohlfahrt und wahrer und echter Menschlichkeit.“

### 1956 bis 1964: „Tag der Fahne“
Am 11. September 1956 beschloss der Ministerrat, wiederum auf Betreiben des Unterrichtsministers Drimmel, den Tag der österreichischen Fahne alljährlich am 26. Oktober zu begehen. Diese damit einhergehende Verschiebung um einen Tag kam deshalb zustande, da es der Bundesregierung wichtiger war, die Neutralitätserklärung am 26. Oktober zu betonen als den Abzug der letzten Besatzungssoldaten am Tag zuvor.

### Seit 1965: „Nationalfeiertag“
1965 wurde im Parlament und in der Bundesregierung beraten, welcher Tag als Nationalfeiertag begangen werden sollte. Zur Auswahl standen:
- der 12. November (Ausrufung der Ersten Republik im Jahr 1918 und entsprechender Gedenktag in der Ersten Republik)
- der 27. April (gemeinsame Proklamation über die Selbständigkeit Österreichs[14] durch die Vorstände der (wieder)entstandenen Parteien SPÖ, ÖVP und KPÖ in Berufung auf die Moskauer Deklaration und Bildung einer provisorischen Staatsregierung im Jahr 1945)
- der 15. Mai (Unterzeichnung des Staatsvertrags im Jahr 1955)
- der 26. Oktober (Beschluss des Bundesverfassungsgesetzes über die österreichische Neutralität im Jahr 1955)

Die meiste Zustimmung fand die Variante des 26. Oktober, und so verabschiedete der Nationalrat am 25. Oktober 1965 einstimmig das Bundesgesetz vom 25. Oktober 1965 über den österreichischen Nationalfeiertag (BGBl. Nr. 298/1965), das tags darauf in Kraft trat. Die später mitunter verbreitete Ansicht, dass am 26. Oktober 1955 die letzten Besatzungsmächte Österreich verlassen hätten, ist historisch nicht korrekt. Diese Truppen waren im Wesentlichen bereits zuvor abgezogen und am 25. Oktober übergaben verbliebene britische Besatzungstruppen die letzte Kaserne in Klagenfurt. Allerdings soll sich eine kleine Gruppe britischer Soldaten dann auch noch einige Tage nach dem 26. Oktober 1955 auf österreichischem Gebiet aufgehalten haben.
Das Nationalfeiertagsgesetz ist eine der wenigen Normen im österreichischen Rechtsbestand, die über eine Präambel verfügen. Dort heißt es:

„Eingedenk der Tatsache, daß Österreich am 26. Oktober 1955 mit dem Bundesverfassungsgesetz BGBl. Nr. 211/1955 über die Neutralität Österreichs seinen Willen erklärt hat, für alle Zukunft und unter allen Umständen seine Unabhängigkeit zu wahren und sie mit allen zu Gebote stehenden Mitteln zu verteidigen, und in eben demselben Bundesverfassungsgesetz seine immerwährende Neutralität festgelegt hat, und in der Einsicht des damit bekundeten Willens, als dauernd neutraler Staat einen wertvollen Beitrag zum Frieden in der Welt leisten zu können, hat der Nationalrat beschlossen[.]“

Seit dem Jahr 1967 gilt an diesem Tag auch die Feiertagsruhe und wurde das Nationalfeiertagsgesetz in entsprechender Abänderung neuerlich verlautbart (BGBl. Nr. 263/1967) und der Nationalfeiertag im Feiertagsruhegesetz aufgenommen.

## Feierlichkeiten
Aus Anlass des Nationalfeiertags finden Veranstaltungen und Aktivitäten statt.
- In Wien kann man die Standorte des Heeresgeschichtlichen Museums und des Wien Museums bei freiem Eintritt besuchen sowie einige der Bundesmuseen bei ermäßigtem Eintritt. Außerdem öffnen an diesem Tag das Parlament, die Ministerien und die Hofburg, der Sitz des Bundespräsidenten, ihre Pforten.
- Am Vorabend des Nationalfeiertages fand bis 2019 im Wiener Konzerthaus das Konzert zum Nationalfeiertag statt. Es spielten die Wiener Symphoniker, alljährlich geleitet von einem Gastdirigenten aus einem anderen Land. Das Konzert stand traditionell unter dem Ehrenschutz des Bundespräsidenten, der im Regelfall auch persönlich daran teilnahm.
- Unter dem Motto Fit am Nationalfeiertag finden hunderte Breitensportveranstaltungen im ganzen Land statt, vor allem für Läufer und Wanderer („Fit-Märsche“), aber auch für Radfahrer, Skater oder Walker.
- Das Bundesheer begeht diesen Tag mit Angelobungen und seit 1995 alle zehn Jahre mit einer Parade auf der Wiener Ringstraße, die ursprünglich auf Bestreben der SPÖ aus Kostengründen „ohne Kriegsgerät“ (Panzer etc.) durchgeführt werden sollten. 2005 wurden bei der Jubiläumsparade 50 Jahre Bundesheer aber erstmals auch 640 Fahrzeuge (davon 195 Kettenfahrzeuge) sowie 96 Hubschrauber und Flugzeuge eingesetzt. In den Landeshauptstädten und am Wiener Heldenplatz gibt es sogenannte „Leistungsschauen“, bei denen das Bundesheer seine Waffen, Hubschrauber, Panzer, Sportler und vieles mehr präsentiert.